# Феромонні пастки
 Феромонні пастки  — це міні-контейнери, які використовуються як засоби боротьби з комахами-шкідниками. У своїй роботі використовують біологічноактивні речовини, які виділяють комахи для притягування до себе особин свого виду. Ці речовини називаються феромони. Їх наносять на клейку основу, яка тримає шкідників непорушно.
Феромонні пастки вже понад 30 років використовуються садівниками цілого світу. Вони не несуть жодної небезпеки людям та навколишньму природному середовищу. Ці пастки лише притягують тих комах, чиї феромони використовуються під час заманювання.
Існує два основних напрямки використання таких пасток: моніторинг та масовий вилов.
Перший дозволяє фіксувати початок та пік льоту комах-шкідників, визначити їх максимальну кількість і тому подібне. Така інформація допомагає більш раціонально використовувати хімічні засоби (інсектициди) для знищення шкідників.
Масовий вилов — спосіб ефективної боротьби безпосередньо із шкідниками, з їхньою чисельністю. Здійснюється це за рахунок збільшення кількості феромонних пасток на площі відлову. У такий спосіб кількість особин комах-шкідників у декілька разів скорочується. Із їх постійним використанням популяція комах через декілька сезонів знижується до мінімуму.

## Способи боротьби з шкідниками
Існує декілька способів боротьби із комахами-шкідниками. Один із них передбачає розвішування феромонних принад або випаровувачів на всіх деревах саду, які дизорієнтують самців. Адже випарники виділяють феромон самки, який є набагато сильніший від справжнього. У результаті чого самка відкладає незапліднені яйця.
Випаровувачі використовують у вигляді феромонних кілець із гуми. Технологія застосування проста: кільце розрізають з однієї сторони і надівають на гілку дерева. Вони гарно справляються із сливовою та яблуневими плодожерками.
Інший відловлює самців, які ведуться на запах феромонної пастки. Такі пастки слід розвішувати на кожному дереві по одній або по кілька штук.

## Захист
Феромонні пастки ефективні для захисту:
1. сільськогосподарських культур: плодово-ягідних, овочевих, декоративних;
2. складів із зерном, борошном, какао, тютюном і багато інших продуктів;
3. хвойних і листяних лісів.

Не буде зайвим сказати, що феромонні пастки у деяких випадках ефективніші за пестициди, адже деякі шкідники є витривалими або швидко адаптуються до них. Використовувати пастки можна у будь-який період, на відміну від хімічних засобів.